# Ефимов, Мирон Ефимович
Миро́н Ефи́мович Ефи́мов (14 (27) августа 1915; Самушкино, Ядринский уезд, Казанская губерния — 3 сентября 2013, Москва) — советский лётчик штурмовой авиации ВВС ВМФ, участник Великой Отечественной войны, Герой Советского Союза (14.06.1942), полковник (15.04.1975).

## Биография

### Происхождение
Родился 14 (27) августа 1915 год в деревне Самушкино Ядринского уезда Казанской губернии (ныне Аликовского муниципального округа Чувашской Республики) в многодетной (11 детей) чувашской крестьянской семье. В 1923—1927 годах учился в Русско-Сорминской начальной школе. В 1931 году окончил 7 классов школы крестьянской молодёжи в селе Аликово, в 1933 году — 1-й курс химико-биологического отделения Чувашского педагогического института (по другим данным: к 1936 году М.Е. Ефимов закончил три курса пединститута), в 1934 году — курсы инструкторов физкультуры при Наркомате просвещения Чувашской АССР.
В январе-августе 1934 года работал ответственным секретарём райсовета физкультуры и инструктором по физкультуре Мариинско-Посадского райисполкома (Чувашия). После завоёванной золотой медали на кубке братьев Знаменских в Москве в забеге на пять километров в 1934—1936 годах обучался в Московском институте физической культуры.

Призван в авиацию с менделеевской студенческой скамьи в 1936 г.— 

### Военная карьера
В ВМФ СССР с августа 1936 года. В 1939 году окончил Военно-морское авиационное училище имени Сталина в городе Ейске. Служил с декабря 1939 года младшим лётчиком в 8-м истребительном авиационном полку ВВС Черноморского флота (аэродром Евпатория).
Участник Великой Отечественной войны: в июне-сентябре 1941 г. — лётчик 8-го истребительного авиационного полка ВВС ВМФ. Первый боевой вылет совершил 26 июня, однако затем был переведён из истребителей в штурмовики и в октябре 1941 — январе 1943 гг. — лётчик, командир звена и заместитель командира авиаэскадрильи 18-го (с марта 1943 г. — 8-го гвардейского) штурмового авиационного полка ВВС ВМФ, в январе-марте 1943 г. — командир авиаэскадрильи 47-го штурмового авиационного полка ВВС ВМФ. С марта 1943 г. — командир авиаэскадрильи, а в апреле 1943 — январе 1944 гг. — командир 8-го гвардейского штурмового авиационного полка ВВС ВМФ. Воевал в составе ВВС Черноморского флота. Участвовал в обороне Крыма и в битве за Кавказ, а также в Керченско-Эльтигенской десантной операции.
Наиболее отличился при обороне Севастополя, когда воевал в эскадрилье 18-го штурмового авиационного полка ВВС под командованием Героя Советского Союза Алексея Губрия. Полк базировался в осаждённом Севастополе на его единственном аэродроме Херсонес и геройски сражался в труднейших условиях на протяжении всей его героической обороны. В последние дни обороны города, когда линия фронта приблизилась вплотную к аэродрому, полк по приказу командования перелетел на Кавказ. К июлю 1942 года старший лейтенант Мирон Ефимов выполнил 112 боевых вылетов, в числе которых 78 на штурмовку. В этих боях им уничтожено в группе 21 самолёт на аэродромах врага, 7 танков, 88 автомашин, 2 артиллерийских орудия, 3 миномётные батареи, 8 отдельных миномётов, 90 конных повозок и до двух рот пехоты.
За образцовое выполнение боевых заданий Командования на фронте борьбы с немецкими захватчиками и проявленные при этом отвагу и геройство, Указом Президиума Верховного Совета СССР от 14 июня 1942 года старшему лейтенанту Ефимову Мирону Ефимовичу присвоено звание Героя Советского Союза с вручением ордена Ленина и медали «Золотая Звезда».
Совершил много новых подвигов. Так, 14 марта 1943 года атаковал железнодорожный мост в районе Пересыпи и прямым попаданием разрушил его. Но самолёт Ефимова был подбит зенитной артиллерией, стрелок ранен, были перебиты дренажные трубки бензосистемы и в кабину стали поступать пары бензина. Постепенно теряя сознание, Мирон Ефимов привел группу штурмовиков на свой аэродром и посадил самолёт, но выбраться смог только с помощью однополчан.
Всего на фронте совершил 234 боевых вылета (из них 63 — на истребителях И-16 и ЛаГГ-3, а 171 — на штурмовике Ил-2).
В феврале 1944 года отозван с фронта и направлен на учёбу. В июне 1944 года окончил Курсы усовершенствования начальствующего состава ВВС ВМФ.. В июле—сентябре 1944 г. — помощник командира 26-го штурмового авиационного полка по лётной подготовке и воздушному бою (ВВС Тихоокеанского флота). С сентября 1944 г. по февраль 1946 г. — старший лётчик-инспектор штурмовой авиации Лётной инспекции ВВС ВМФ. В последние месяцы войны выполнял ряд командировок в действующую армию, а в июле-августе 1945 года находился на Тихоокеанском флоте. В начавшейся войне с Японией в августе 1945 года добровольцем принял участие в боевых вылетах на морской порт Расин в Северной Корее.
В 1947 году окончил Высшие офицерские курсы Авиации ВМС. В 1947—1954 годах служил начальником штабов авиационных полков ВМФ: с июля 1947 — 63-го истребительного, с октября 1947 — 34-го истребительного, с августа 1948 — 329-го истребительного (все — ВВС Черноморского флота), с мая 1949 — 8-го гвардейского штурмового, с сентября 1951 — 1748-го истребительного ВВС 8-го ВМФ).
С октября 1954 года — старший штурман 1080-го командного пункта ПВО Балтийского флота, с мая 1957 — старший штурман группы боевого управления главного командного пункта Львовского корпуса ПВО (Войска ПВО страны). С августа 1960 — старший помощник начальника оперативного отдела по боевой подготовке Главного командного пункта 28-го корпуса ПВО (Львов). С августа 1961 года подполковник М. Е. Ефимов — в запасе.
Работал начальником штабов гражданской обороны: одного из оборонных предприятий (1962—1965), Института геохимии и аналитической химии (1965—1969), Научно-исследовательского института интроскопии (1969—1970) и Всесоюзного научно-исследовательского института стандартизации общей техники (1970—1981).
Жил в Москве. Умер 3 сентября 2013 года на 99-м году жизни. Похоронен на Хованском кладбище в Москве.

## Награды
- Медаль «Золотая Звезда» Героя Советского Союза (14.06.1942);
- орден Ленина (14.06.1942);
- 2 ордена Красного Знамени (8.12.1941; 30.05.1942);
- 2 ордена Отечественной войны 1-й степени (29.04.1943; 11.03.1985);
- орден Красной Звезды (1951);
- медаль «За боевые заслуги» (5.11.1946);
- другие медали.

## Память
- Бюст Героя — на территории гарнизона Гвардейское под Симферополем.
- В деревне Самушкино на доме, где он родился (улица Школьная, дом 6), и в селе Аликово на здании Аликовской средней школы имени И. Я. Яковлева, где обучался М. Е. Ефимов, установлены мемориальные доски в его честь.
- Площадь им. Героя Советского Союза М. Е. Ефимова в селе Аликово Чувашской Республики[2][8].
- Улица Мирона Ефимова в Анапе[2][9][10].
- Гимназия № 10 имени Героя Советского Союза Ефимова Мирона Ефимовича (Севастополь, 2020 г.). На здании гимназии в 2020 году установлена мемориальная доска[11].
- О Мироне Ефремове композитор Евгений Сущенко в 1943 году написал песню «Черноморский сокол».